# 飯島俊郎
飯島 俊郎（いいじま としろう、1927年1月10日 - 2014年5月9日）は、日本の化学工学者。東京工業大学名誉教授。元実践女子大学学長。元繊維学会会長。

## 人物・経歴
東京出身。1950年東京工業大学有機合成化学コース卒業。1961年東京工業大学工学博士。1967年東京工業大学助教授。1972年教授。1987年名誉教授、実践女子大学家政学部教授。1988年繊維学会会長。1990年繊維学会功績賞受賞。1993年繊維学会名誉会員。1997年実践女子大学学長、実践女子短期大学学長。2002年勲三等旭日中綬章受章。指導学生に濱田州博元信州大学学長、関隆広名古屋大学教授など。
2014年5月9日、肺炎のため死去。